# Chevannes (Essonne)
Chevannes  [ʃœvan] je francouzská obec v departementu Essonne v regionu Île-de-France. Leží 36 kilometrů jihovýchodně od Paříže.

## Jméno obce
Původně se sídlo jmenovalo latinsky Cabanacum a galořímsky Chabannes. V roce 1793 vznikla obec pod současným názvem.

## Geografie
Sousední obce: Fontenay-le-Vicomte, Mennecy, Le Coudray-Montceaux, Ballancourt-sur-Essonne, Auvernaux a Champcueil.

## Památky
- kostel sv. Symforiána ze 13. století
- akvadukt

## Vývoj počtu obyvatel
Počet obyvatel

## Vzdělání
Obec má dvě základní školy.

## Osobnosti obce
- Pierre Julitte, zpěvák a herec